# Saint-Maclou (enseigne)
Tapis Saint Maclou est une entreprise française spécialisée dans la décoration des sols, murs et fenêtres. 
Elle est créée par Gonzague Mulliez en 1963 à Wattrelos.

## Historique

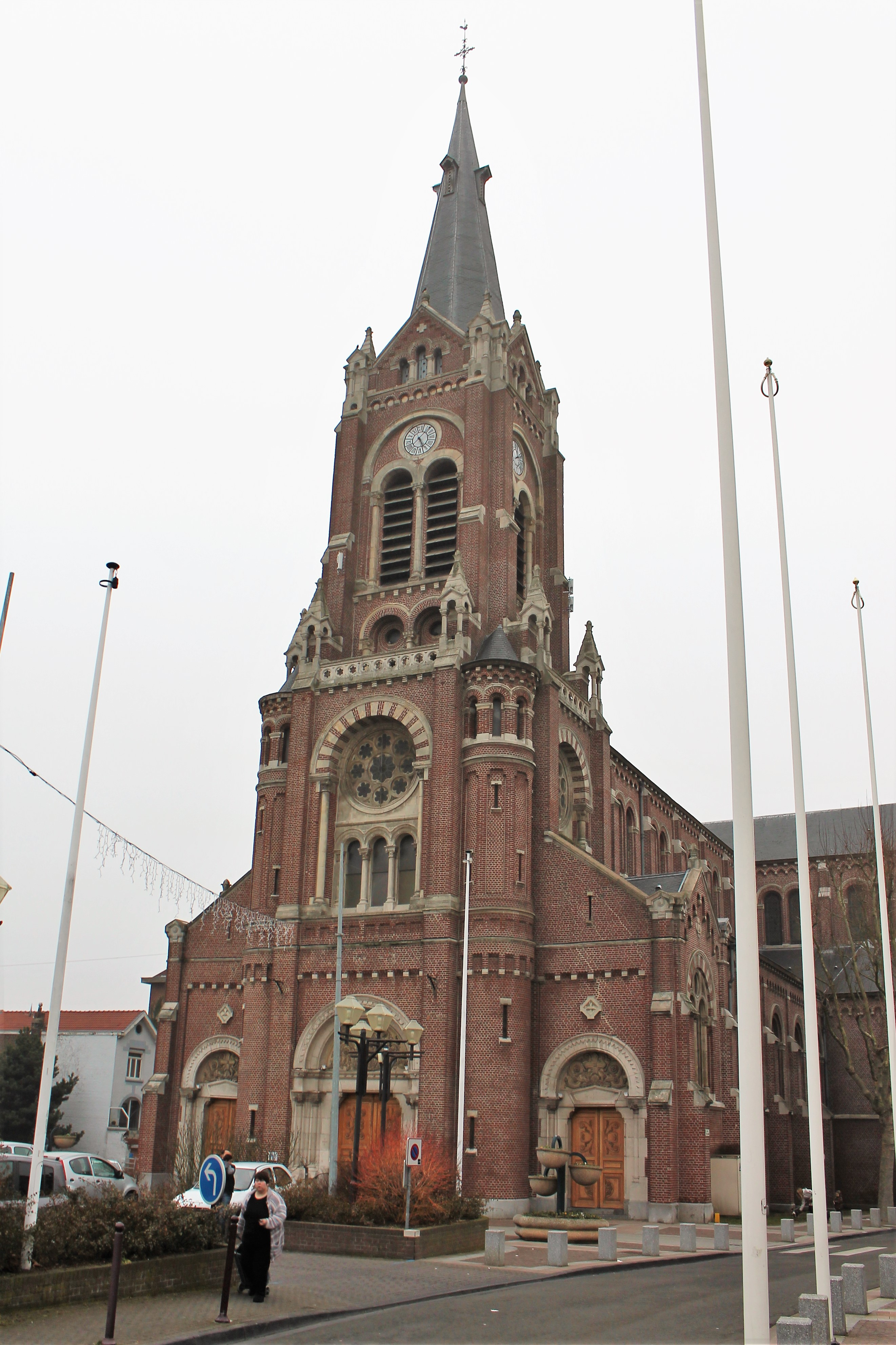
L'enseigne est nommée en clin-d'œil à l'église Saint-Maclou de Wattrelos.

En 1963, Gonzague Mulliez crée à Wattrelos une première usine et la société de vente par correspondance de tapis et de moquettes : Les Tapis Saint Maclou,.
À partir de 1968, se développe un réseau de vente en magasins de tapis. L'entreprise élargit son offre à d'autres revêtements de sol (moquette, sol pvc, parquet, stratifié, carrelage) et à des tissus, papiers peints et lambris.
En 1989, Saint Maclou rachète la société Home Market en Belgique.
En 1999, Saint Maclou prend une dimension internationale, notamment après le rachat des sociétés Essers et Teppichfreund en Allemagne, Allied Carpets en Angleterre et de Svět koberců en République Tchèque.
En 2007, le groupe Saint Maclou reprend les 40 magasins de l'enseigne Mondial moquette.
En février 2014, après 38 ans de présence en Belgique, Saint Maclou se retire des territoires belge, suisse et tchèque. En mai 2014, sa filiale belge Home Market qui compte 41 magasins est cédée au groupe Orchestra-Prémaman.
Saint Maclou se lance dans la modernisation de sa marque et de ses concepts magasins et dévoile en 2015 son nouveau slogan « On fait tout pour que ce soit beau chez vous ! ».
En 2015, Axel Cano devient directeur général de Saint Maclou.
En octobre 2023, Saint Maclou rejoint le groupe Adeo, propriétaire de Leroy Merlin, et détenu également par la famille Mulliez, afin de relancer l'enseigne.
En mai 2024, Axel Cano quitte son poste de directeur général de Saint Maclou. Hanane Ennassiri-Rousseau devient la nouvelle directrice générale.

## Activité, résultats, effectif
|                                             | 2014  | 2015  | 2016   | 2017   | 2018   | 2019  | 2020  | 2021  |
| ------------------------------------------- | ----- | ----- | ------ | ------ | ------ | ----- | ----- | ----- |
| Chiffre d'affaires en millions d'euros      | 233   | 236   | 240    | 224    | 229    | 236   | 217   | 254   |
| Résultat d'exploitation en millions d'euros | - 8   | - 6,9 | - 3,8  | - 13,7 | - 14,5 | - 4,7 | - 4,5 | + 1,6 |
| Résultat net en millions d'euros            | - 3,8 | - 8,4 | - 18,1 | - 9,5  | + 9,5  | - 3   | + 2,6 | - 0,6 |
| Effectif moyen annuel                       | 1 488 | 1 489 | 1 522  | 1 547  | 1 530  | 1 448 | 1 411 | 1 392 |

## Identité visuelle (logo)

Logo jusqu'en 2008.

Home Market depuis 2008.

Logo des Tapis Saint-Maclou de 1963 à 1978.
Logo de Tapis Saint-Maclou de 1978 à 1987.
Logo de Saint-Maclou de 1987 à 2008.
Logo de Saint-Maclou depuis 2008.

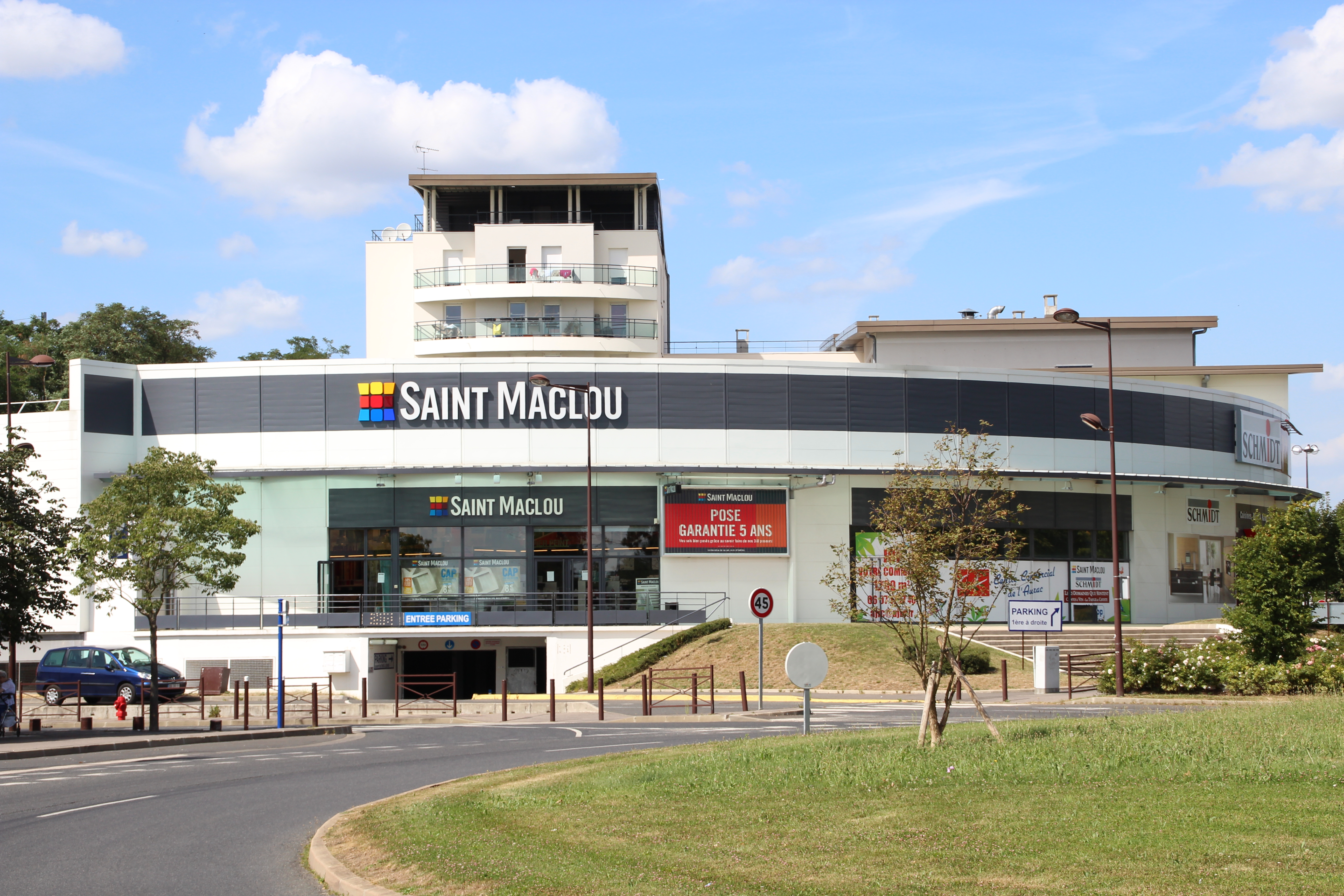
Magasin Saint-Maclou aux Ulis.